# Na Na Na (Na Na Na Na Na Na Na Na Na)
Na Na Na (Na Na Na Na Na Na Na Na Na) è un singolo del gruppo musicale statunitense My Chemical Romance, pubblicato il 28 settembre 2010 come primo estratto dal quarto album in studio Danger Days: The True Lives of the Fabulous Killjoys.

## Descrizione
Il brano nacque quando la band, al lavoro sul quarto album, era ancora reduce dall'abbandono del batterista Bob Bryar ed era insoddisfatta del proprio lavoro. Quando venne l'idea per la canzone, racconta Gerard Way, la band "si risvegliò dallo stato di morte apparente in cui era e ritrovò la voglia e l'intensità per scrivere un nuovo album".

## Video musicale
Il video, co-diretto da Roboshobo e lo stesso Gerard Way e con la partecipazione del fumettista Grant Morrison, ha fatto il suo debutto il 14 ottobre 2010 su MTV. Il video inizia una storia che continuerà nel video di un altro singolo della band, Sing.

## Formazione
Gruppo
- Gerard Way – voce
- Ray Toro – chitarra solista, cori
- Frank Iero – chitarra ritmica, cori
- Mikey Way – basso

Altri musicisti
- Michael Pedicone – batteria
- James Dewees – tastiera, cori

## Classifiche
| Classifica (2010)                | Posizione massima |
| -------------------------------- | ----------------- |
| Austria                          | 71                |
| Canada                           | 70                |
| Germania                         | 94                |
| Giappone                         | 9                 |
| Nuova Zelanda                    | 33                |
| Paesi Bassi                      | 86                |
| Portogallo                       | 49                |
| Regno Unito                      | 31                |
| Regno Unito (rock & metal)       | 1                 |
| Stati Uniti                      | 77                |
| Stati Uniti (alternative)        | 10                |
| Stati Uniti (rock & alternative) | 21                |
| Svezia                           | 44                |